# Kronberger Malerkolonie
Die Kronberger Malerkolonie war eine der frühesten Künstlerkolonien in Deutschland, welche von 1858 bis ins 20. Jahrhundert existierte.
Insbesondere Frankfurter Künstler der Romantik und Spätromantik fanden hier das „unverfälschte Landleben“, Impressionisten schätzten die Landschaft im Taunus. Kronberg und die angrenzenden Ortschaften entwickelten sich in Folge zu einem Refugium von Aristokraten und Unternehmern.

## Geschichte
Die Kronberger Malerkolonie wurde 1858 durch die Maler Anton Burger und Jakob Fürchtegott Dielmann in Kronberg im Taunus ins Leben gerufen. Eine der ersten, der es den beiden nachmachte, war Philipp Rumpf.
Burger und Dielmann wurden in ihrem künstlerischen Schaffen von Wilhelm Leibl beeinflusst und damit war auch eine Verbindung zur Schule von Barbizon und Gustave Courbet gegeben. In der Zeit, in der die Naturalisten ihre Ateliers verließen und en plein air malten, zog es auch viele Künstler in die Stadt im Taunus. Überwiegend waren es Schüler des Städelschen Kunstinstituts in Frankfurt. Richtungsweisende Lehrer dort waren u. a. Jakob Becker und Heinrich Hasselhorst, welche ebenfalls dieser Malerkolonie nahestanden.
Eine einheitliche Ausrichtung eines gemeinsamen Stils gab es nicht, wiewohl sich doch viele der Landschafts- und Genremalerei widmeten. Der Einfluss der Schule von Barbizon ist zwar spürbar, doch wurden in der „realistischen Landschaftsdarstellung“ gerade die Lichteffekte enorm weiterentwickelt.
Die Bindung der einzelnen Künstler zu Kronberg war sehr unterschiedlich. Einige ließen sich für den Rest ihres Lebens in Kronberg nieder, andere lebten nur für eine gewisse Zeit dort. Manche kamen über Jahre regelmäßig im Frühjahr oder Sommer zu längeren Aufenthalten in den Taunus. Das lange Bestehen dieser Malerkolonie ist wohl auf den fast schon familiären Zusammenhalt und Umgang der Künstler untereinander zurückzuführen. Dort war keiner irgendeinem Wettbewerbsdruck ausgesetzt und jeder konnte von jedem profitieren.
Nach dem Tod ihres Ehemanns Friedrich III. am 15. Juni 1888 zog sich Kaiserin Victoria (Kaiserin Friedrich) auf ihren Witwensitz Schloss Friedrichshof in Kronberg zurück. Dort lebte die Hobbymalerin bis zu ihrem Tod am 5. August 1901. In dieser Zeit schätzte sie ihre Treffen mit verschiedenen Künstlern und den künstlerischen Austausch in der Malerkolonie sehr.

### Auflösung
Bereits 1898 hatte sich der Künstler Wilhelm Süs von der Malerei abgewandt und in Kronberg eine Keramikmanufaktur gegründet. 1899 kam Hans Thoma nach Kronberg, später begründeten sie die Staatliche Majolika Manufaktur Karlsruhe. Die für die Kronberger Malerkolonie wichtige Spätromantik neigte sich nach 1900 ihrem Ende zu, 1905 starb Anton Burger. Jüngere Maler wie Nelson G. Kinsley, Philipp Franck und Fritz Wucherer konnten nicht an die Erfolge der älteren Generation anknüpfen.
An den Ausstellungen des Frankfurt-Cronberger-Künstler-Bundes nahmen beispielsweise 1907 so bedeutende Maler wie Paul Klimsch und Jakob Nussbaum teil, sie waren jedoch als Impressionisten weitaus moderner als der Kronberger Stil.

## Museale Rezeption

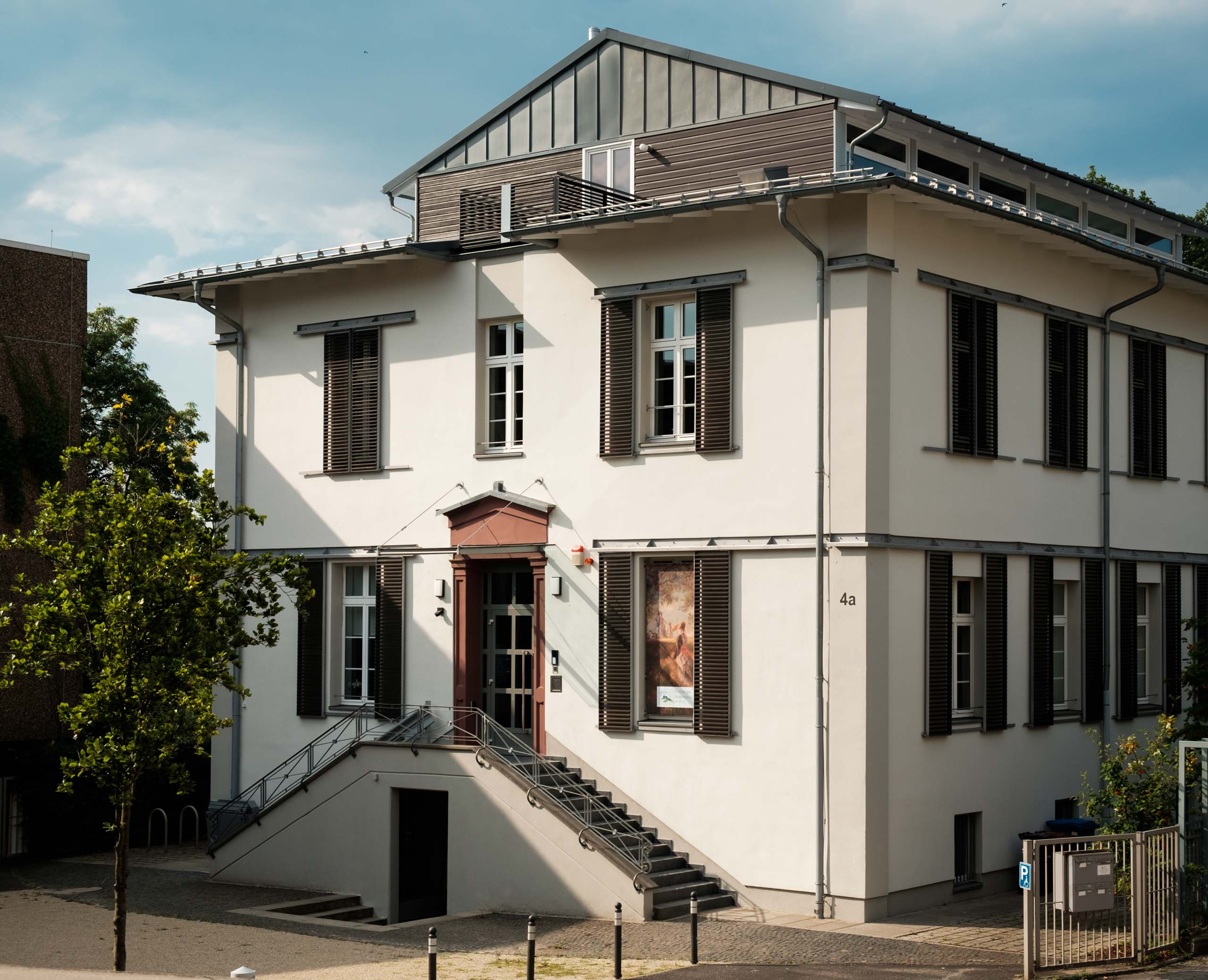
Die Villa Winter in Kronberg (Taunus), in der sich seit 2018 das Museum der Kronberger Malerkolonie befindet

Wenngleich einige Werke der Maler auf dem Kunstmarkt beachtliche Preise erzielten, blieb die Malerei der Romantik, insbesondere der Kronberger Malerkolonie, wenig beachtet. Dies änderte sich ab den 1970er Jahren.
Seit 1979 setzt sich die Museumsgesellschaft Kronberg e. V. dafür ein, das kulturelle Erbe, das mit der ehemaligen Künstlerkolonie verbunden ist, zu bewahren. 2018 hat das Museum Kronberger Malerkolonie in der Villa Winter, dem ehemaligen Wohnsitz des Malers Heinrich Winter (1843–1911) eine dauerhafte Bleibe gefunden. Das Haus bietet mit über 350 m² Ausstellungsfläche Raum für die Präsentation der umfangreichen Gemäldesammlung sowie einen neuen Werkraum für die Museumspädagogik. Das Erdgeschoss bleibt der ständig wachsenden Sammlung vom Spätbiedermeier bis zum Impressionismus vorbehalten, während im Obergeschoss wechselnde Ausstellungen zur Malerei des 19. Jahrhunderts sowie zur zeitgenössischen Kunst präsentiert werden.

## Kronberger Künstler (Auswahl)
Gründungsmitglieder:
- Anton Burger (1824–1905)
- Jakob Fürchtegott Dielmann (1809–1885)
- Peter Philipp Rumpf (1821–1896)

Weitere Mitglieder:
- Wilhelm Amandus Beer (1837–1907)
- Carl von Bertrab (1863–1914)
- Ferdinand Brütt (1849–1936)
- Peter Burnitz (1824–1886)
- Adolf Chelius (1856–1923)
- Joseph Kaspar Correggio (1870–1962)
- Louis Eysen (1843–1899)
- Philipp Franck (1860–1944)
- Richard Fresenius (1844–1903)
- Wilhelm Friedenberg (1845–1911)
- Wilhelm Jakob Hertling (1849–1926)
- Franz Jakob Hoffmann (1851–1903)
- Heinrich Adolf Valentin Hoffmann (1814–1896)
- Robert Hoffmann (1868–1935)
- Hugo Kauffmann (1844–1915)
- Nelson Kinsley (1863–1945)
- Karl Ferdinand Klimsch (1841–1926)
- Louis Henry Weston Klingender (1861–1950)
- Jakob Maurer (1826–1887)
- Johann Georg Mohr (1864–1943)
- Carl Morgenstern (1811–1893)
- Friedrich Ernst Morgenstern (1853–1919)
- Eugen Peipers (1805–1885)
- Emil Rumpf (1860–1948)
- Josefine Schalk (1850–1919)
- Adolf von Schönberger (1834–1902)
- Otto Scholderer (1834–1902)
- Adolf Schreyer (1828–1899)
- Norbert Schrödl (1842–1912)
- Wilhelm Steinhausen (1846–1924)
- Hans Thoma (1839–1924)
- Heinrich Winter (1843–1911)
- Fritz Wucherer (1873–1948)

## Ausstellungen
- 2011: Auf Papier zu den Malern der Kronberger Kolonie im Museum Kronberger Malerkolonie.[1]
- 2012: Im Dialog: Die Künstlerkolonie Schwalenberg zu Gast in Kronberg.[2]